# Parafia Trójcy Przenajświętszej w Juszkiewiczach
Parafia Trójcy Przenajświętszej w Juszkiewiczach – rzymskokatolicka parafia znajdująca się w diecezji pińskiej, w dekanacie lachowickim, na Białorusi.

## Historia
Pierwsza kaplica powstała podczas I wojny światowej. Od 2 lutego 1921 w Juszkiewiczach na stałe mieszkał kapłan. W dwudziestoleciu międzywojennym parafia należała do dekanatu stołowickiego diecezji pińskiej. W 1936 liczyła 1150 wiernych. W 1938 konsekrowany został nowy kościół. W lipcu 1942 Niemcy zamordowali proboszcza juszkiewickiego ks. Bolesława Rutkowskiego.
W 1951 władze sowieckie znacjonalizowały kościół. W kolejnych latach służył jako magazyn ziarna. W 1989 świątynia została zwrócona i nastąpiło odrodzenie parafii.